# توپ پاییز
توپ پاییز (استونیایی: Sügisball) یک فیلم درام به کارگردانی ویکو اوونپو است که در سال ۲۰۰۷ منتشر شد.